# 包科尼欧斯洛普
包科尼欧斯洛普（匈牙利語：Bakonyoszlop，匈牙利語發音：[ˈbɒkoɲoslop]）是匈牙利维斯普雷姆州所辖的一个村，与齊爾茨相距约10公里，总面积14.20平方公里，总人口515，人口密度36.3人/平方公里（2010年1月1日）。